# Duc de Bisaccia
Le titre de duc de Bisaccia est un titre de noblesse du royaume des Deux-Siciles. Il est transmissible par les femmes en l'absence d'héritiers mâles.
Il fut créé à deux reprises :
- En 1600, le roi Philippe II d'Espagne, roi des Deux-Siciles, érige Bisaccia en duché au profit d'Ascanio Pignatelli en récompense des services rendus à la Couronne par son père Scipione Pignatelli ( † 12 novembre 1581), marquis de Lauro[2].

- Par diplôme du 16 mai 1851 de Ferdinand II, roi des Deux-Siciles en faveur de Sosthène de La Rochefoucauld (1825–1908 ; 4e duc de Doudeauville et grand d'Espagne), par héritage des Montmorency-Laval[3],[1].

## 1recréation: Famille Pignatelli

Armes de la famille Pignatelli

1. 1600-1601 : Ascanio Pignatelli (1550-1601), 1er duc de Bisaccia ;
2. 1601-1645 : Francesco Pignatelli († 1645), fils du précédent, 2e duc de Bisaccia ;
3. 1645-1681 : Carlo Pignatelli († 1681), fils du précédent, 3e duc de Bisaccia ;
4. 1681-1719 : Francesco Pignatelli (1656-1719), fils du précédent, 4e duc de Bisaccia ;
5. 1719 : Nicola Pignatelli (1658-1719}, frère du précédent, 5e duc de Bisaccia ;
6. 1719-1743 : Procopio Carlo Pignatelli d'Egmont (1703-1743), fils du précédent, comte d'Egmont, prince de Gavre etc. 6e duc de Bisaccia
7. 1743-1753 : Guido Felice Pignatelli d'Egmont (1720-1753), fils du précédent, comte d'Egmont, prince de Gavre, etc. 7e duc de Bisaccia ;
8. 1753-1801 : Casimir Pignatelli d'Egmont (1727-1801), frère du précédent, comte d'Egmont et de Braine, prince de Gavre etc. 8e duc de Bisaccia ;
9. 1801-1809 : Casimir Luis Armando Pignatelli d'Egmont (1770-1809), petit-fils du précédent, comte d'Egmont, prince de Gavre etc.9e duc de Bisaccia ;

Le 8 mars 1809, le neuvième duc de Bisaccia, Casimir Luis Armando Pignatelli, meurt sans laisser d'héritiers : la succession et le titre de duc de Bisaccia reviennent à la couronne.

## 2ecréation: Famille de La Rochefoucauld

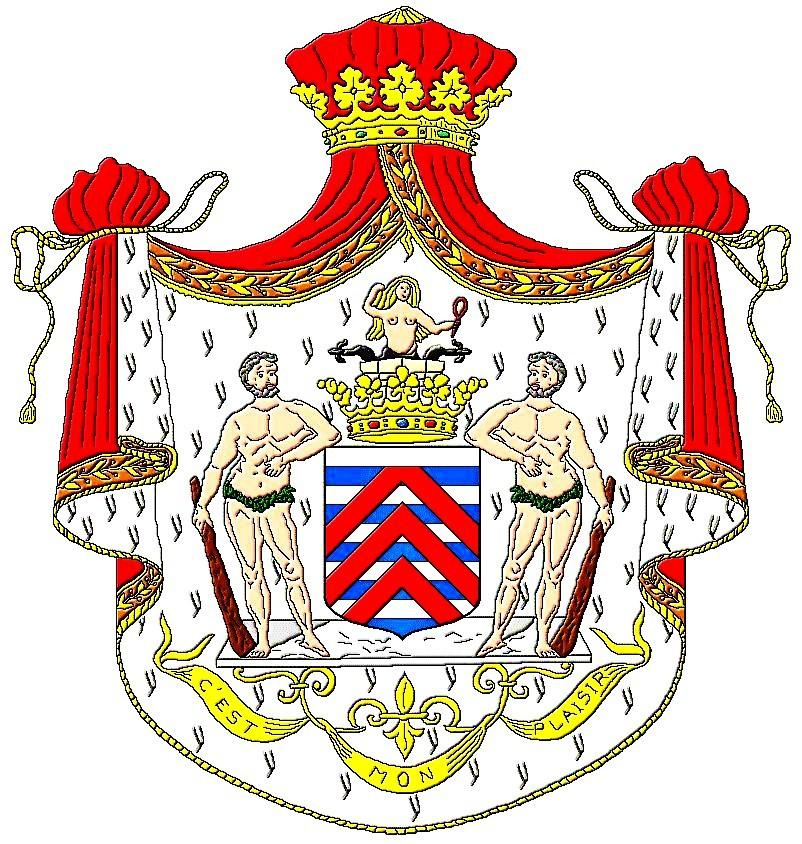
Armes de la famille de La Rochefoucauld

1. 1851-1908 : Sosthène de La Rochefoucauld (1825–1908)[4], 4e duc de Doudeauville, grand d'Espagne, 10e duc de Bisaccia en 1851 (titre non reconnu en France[1], mais inscrit dans le nobiliaire bavarois le 24 novembre 1855 dans la classe des princes sous la dénomination de duca di Bissacia)[1],[5],[6],[7]. Marié 1) avec Yolande, princesse de Polignac, 2) avec Marie, princesse de Ligne.
2. 1908-1968 Édouard François Marie de La Rochefoucauld (1874-1968) (fils du précédent), 11e et dernier duc de Bisaccia[1], marié avec Camille de Colbert-Chabanais. D'où trois enfants :
  1. Marie-Carmen de La Rochefoucauld (1902) mariée en 1928 au comte de Mailly-Nesles.
  2. Stanislas de La Rochefoucauld (1903-1965) sans postérité.
  3. Elisabeth de La Rochefoucauld (1909) mariée 1) en 1929 au comte du Luart, 2) en 1958 au comte Pinci.

Le décret de concession du titre du 16 mai 1851 précisait d'autre part que le titre de duc de Bisaccia était conféré au comte Charles Marie Gabriel Sosthène de La Rochefoucauld et à ses descendants légitimes et naturels à perpétuité, par ordre de primogéniture, et en ligne collatérale jusqu'au 4e degré .
Alors que le titre de duc de Bisaccia transmissible en ligne féminine pouvait être relevé par ordre de primogéniture par la descendance des deux filles légitimes du dernier duc, Armand Charles François Marie de La Rochefoucauld (1902-1995) 7e et dernier duc de Doudeauville (neveu du dernier duc  de Bisaccia † en 1968), prit proprio motu le titre de « duc de Bisaccia » à la mort de son oncle.
- De son mariage en 1957 avec Esther Millicent Clarke, il eut une fille Lise de La Rochefoucauld (née 1958), mariée en 1988 à Jean-Pierre Ribes.
- Il eut aussi de Clémentine Elisabeth Brandt, un fils naturel reconnu : Armand Sosthène de La Rochefoucauld (né en 1944)[10].

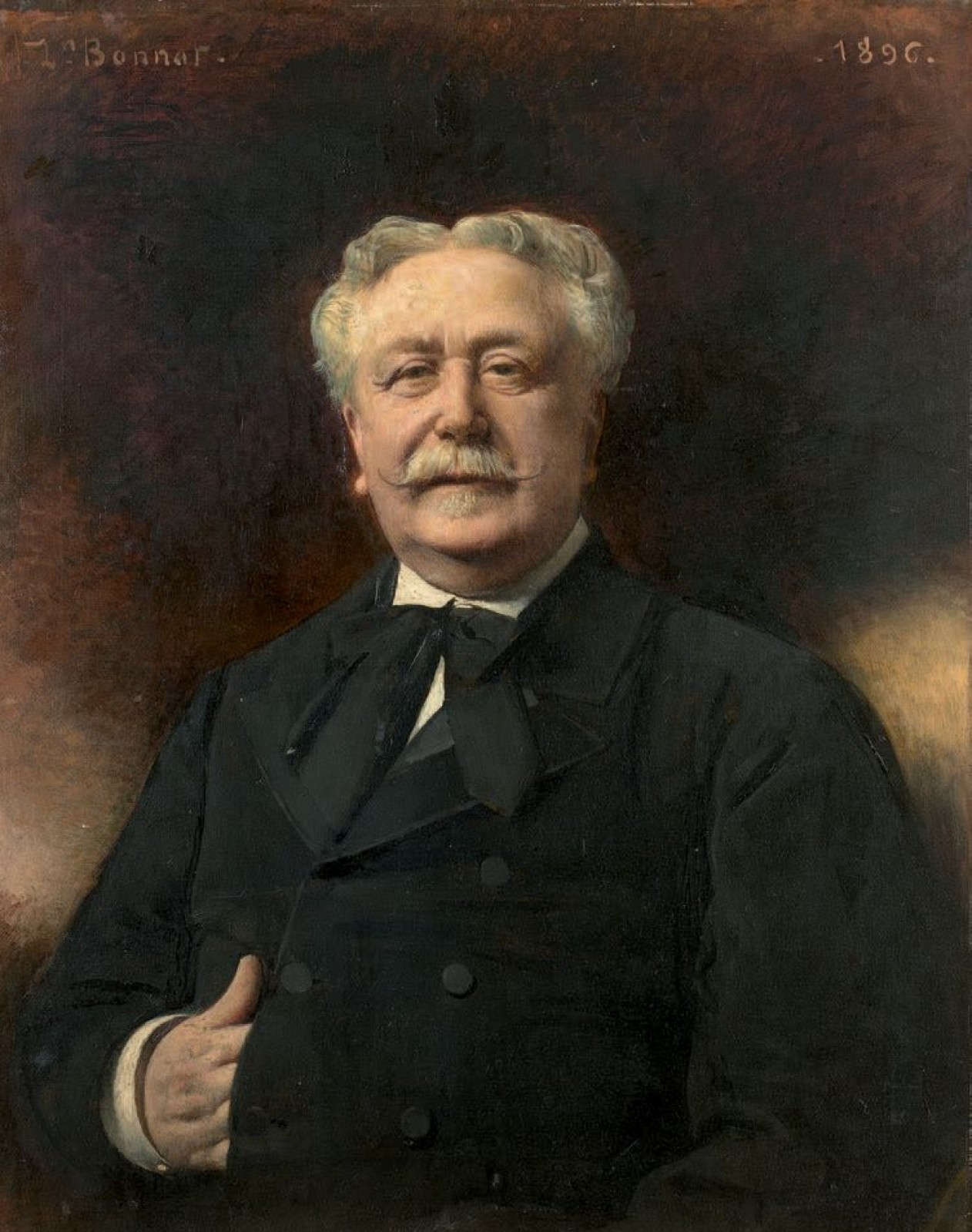
Sosthène II de La Rochefoucauld (1825-1908)
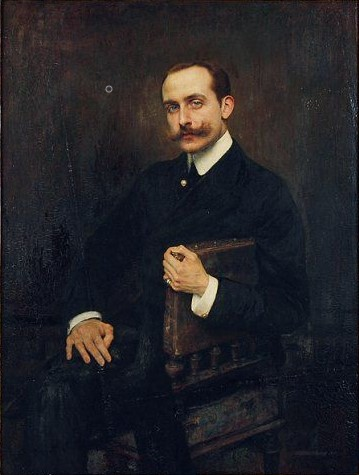
Portrait d'Édouard de La Rochefoucauld, duc de Bisaccia, par Gabriel Ferrier